# 水資源
水資源（みずしげん）とは、狭義には水の利用（水利用）、広義には治水や水環境の保全回復を含めた資源としての水をいう。

## 概説
水資源は、生物の生存に不可欠で、人間の社会経済システムの存立基盤にもなっている。地球上の水は太陽エネルギーによって循環する再生資源であるが、利用可能な水は時間的空間的に偏在しており変動も激しい。資源としての水は、水質が適切で、利用可能な程度に安価で大量に得られる水である必要がある。人間が容易に利用することができる淡水は地球上の水の0.01%とされる。また、水は貯留や運搬の費用が相対的に高価な資源であり、必要な時に必要な場所で使用できない水は利用可能な資源とはみなされない。水資源が得られない要因には気候などの自然環境の要因もあるが、社会格差や資源分配、貧困など社会的な原因も背景にある。

## 水の使用形態
水の使用形態は大きく都市用水と農業用水に分けられる。

### 都市用水
都市用水は生活用水と工業用水に分けられる。
- 生活用水は家庭用水（飲料水、調理、洗濯、風呂、水洗トイレ、散水など）と都市活動用水（消火用水、医療用水、公共用水、営業用水）に分けられる[5]。
- 工業用水は、ボイラー用（ボイラー用水）、原料用、洗浄用（洗浄用水）、製品処理用（製品処理用水）、冷却用（冷却用水）、温度調節用などに使用される[5][6]。

### 農業用水
農業用水は、主に水田灌漑用水、農地灌漑用水、畜産用水に利用されるほか、消流雪用水や防火用水にも利用されることもあり、生態系保全、親水空間の形成、水の貯留などの機能もある。

## 世界の水問題

### 問題点
国連の2020年のデータによると世界人口の10人に3人は安全に管理された飲料水サービスを利用できず、10人に6人が安全に管理された衛生施設を利用できていない。また、世界人口の40%以上が水不足とされ、今後気候変動が拍車をかけて4人に1人が慢性的に水不足になるおそれがあると懸念されている。

### 歴史
世界的に水問題が取り上げられる端緒になった出来事は1977年のマル・デル・プラタ国連水会議での「1980年代を『国際水供給と衛生の10年』とする」決定だった。
2015年9月の国連総会で採択された持続可能な開発目標（SDGs）では、第6の目標として「すべての人々が水と衛生施設を利用できるようにし、持続可能な水・衛生管理を確実にする」ことが目標とされた。

## 気候変動への適応戦略
日本では近年、気候変動に伴う降水パターンの変化や集中豪雨の頻発化、渇水リスクの高まりに対応するため、渇水対策と洪水対策を統合した包括的な水資源管理が進められている。この背景には、温暖化の進行により降雨の時間的・空間的分布が変化し、従来の水資源開発・治水施設のみでは安全度が確保しにくくなっている現状がある。
国土交通省では、ダム群の再編による貯水機能の最適化、洪水調節容量の弾力的運用、地下水涵養事業の拡大、ため池の多目的活用などが挙げられている。特に、多目的ダムにおいては、洪水期と渇水期の貯水容量配分を柔軟に切り替える「事前放流」や「異常洪水時防災操作」の高度化が進められている。また、河川・流域全体での治水機能強化の一環として、遊水地や調整池の整備、氾濫原の保全、森林流域の涵養機能維持が進められている。これらは、洪水ピークの低減と渇水時の流量確保を両立させることを目的としており、気候変動適応計画にも位置づけられている。
さらに、都市域における対策として、雨水貯留浸透施設の普及、透水性舗装の導入、建築物屋上の緑化によるヒートアイランド緩和と雨水流出抑制の両立が図られている。農業分野でも、水田のかんがい調整やため池の管理高度化により、渇水時の安定給水と豪雨時の一時貯留が実施されている。このように、日本の気候変動適応戦略は、河川工学的手法とグリーンインフラを組み合わせた総合的な水資源管理の方向に進化しており、今後も流域スケールでの統合的アプローチの重要性が高まると考えられている。